# はるかぜ (コミュニティバス)
はるかぜは、東京都足立区のコミュニティバス。2000年4月、綾瀬駅 - 西新井駅間を日立自動車交通の貸切代替バス方式で運行開始し、後に乗合バスに移行の上、順次路線を拡充した。
日立自動車交通、朝日自動車、東武バスセントラル、新日本観光自動車の4事業者によって、9路線が運行されている。かつては国際興業バスも参入していた。

## 特徴
既存の公共交通の利用が困難な地域の利便性を改善するため運行開始されたコミュニティバスではあるが、区が提案した路線をPFI方式の独立採算制で自主運行していることが大きな特色である。区の支援は運行開始前に必要なバス停整備等の走行環境整備への協力にとどまり、運行開始後の事業者に対する補助金の支出はない。
自主運行という性質上、運賃体系は各社の既存一般路線と同一の扱いとなっており、事業者が異なる路線同士の共通乗車券はない。（後述するとおり、事業者によっては一般路線バスに比べて若干割安となっている）。新日本観光自動車はICOCA取扱事業者であり、その他の事業者はPASMO取扱事業者である。
また車両も各社独自の車種や塗装であり、車両のステッカーや一部の行先表示器に「はるかぜ」の表示があるのみとなっている。全路線が原則として、バリアフリー対応の小型車両で運行されている。

## 運行事業者
- 日立自動車交通 - 1・9・12号
- 朝日自動車越谷営業所 - 2号
- 東武バスセントラル西新井営業所 - 4号
- 新日本観光自動車 - 5・6・8・11号（障がい者用Suica、PASMOは使用できない）

### 過去
- 国際興業バス川口営業所 - 3号
- 東武バスセントラル葛飾営業所 - 7号
- 日立自動車交通 - 10号

## 現行路線
開業順に系統番号と運転区間および運行事業者、バス共通カード（2010年7月まで）・ICカードの利用可否を示す。
なお、運行開始時は「はるかぜ第n弾」という名称だったが、2012年8月以降、「はるかぜn号（運行区間）」という名称に変更となった。

### はるかぜ1号（西新井・綾瀬線）
日立自動車交通が運行。

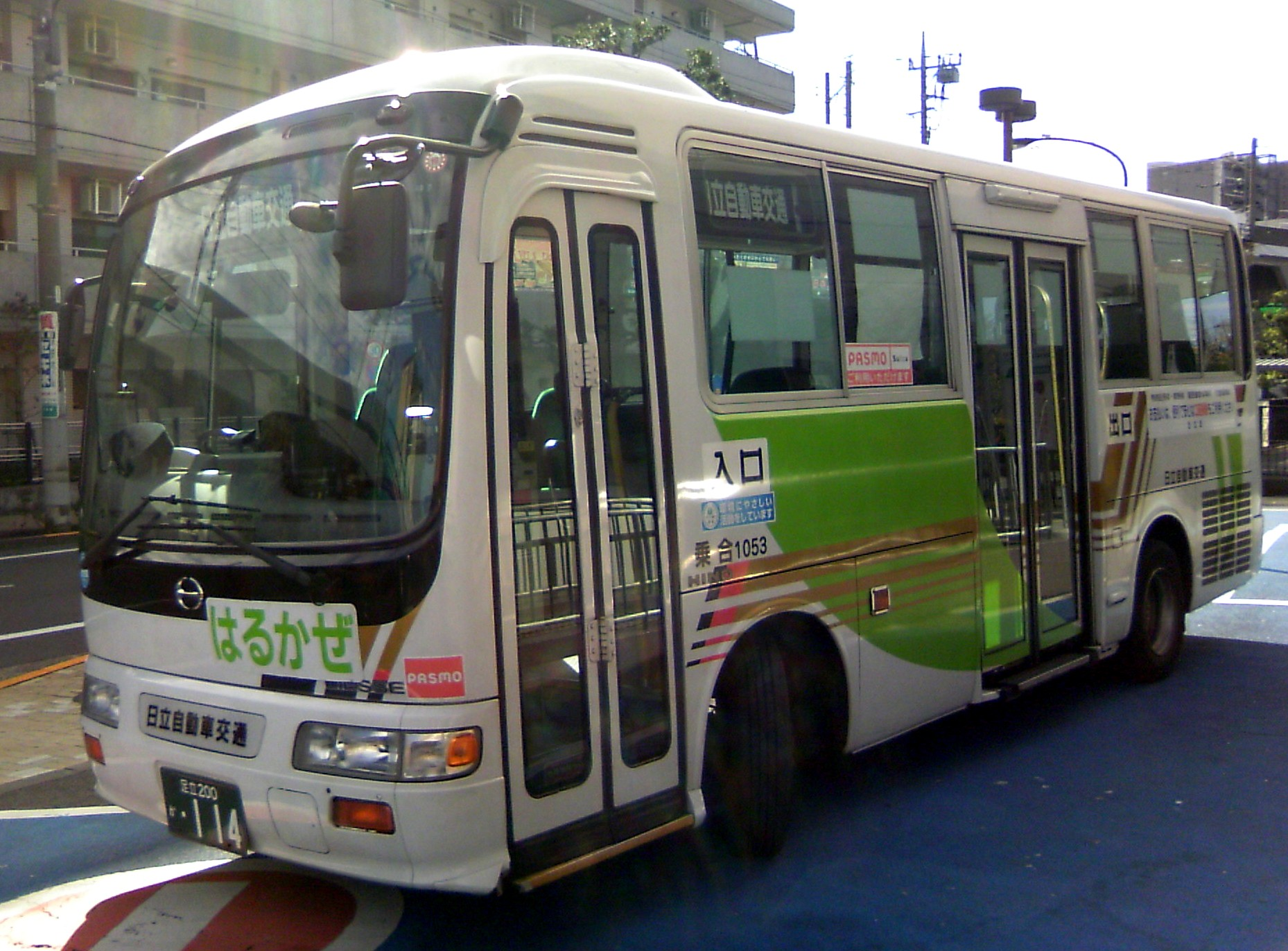
日立自動車交通のはるかぜ用車両（日野・リエッセ）

- 綾01：綾瀬駅東口 - 青井駅 - 栗島住区センター - 足立区役所 - 西新井駅東口
  - バス共通カード - 当初から利用不可
  - ICカード - 利用可

年表
- 2000年4月1日 - 日立自動車交通の委託運行であった足立区役所送迎バスを引き継ぎ、綾瀬駅東口 - 西新井駅東口間を貸切代替バス方式により開業。この間も特例で東京都シルバーパスの利用が可能であった。
- 2002年 - 一般乗合免許に移行（以降の詳細は会社記事を参照）。
- 2012年8月1日 - はるかぜ第1弾からはるかぜ1号へ名称変更
- 2025年（令和7年）1月20日 - 綾瀬駅東口ロータリー供用開始に伴って「綾瀬駅東口」停留所を道路上からロータリー内に移設。ルートを変更し全便が綾瀬駅東口発着となり、一部便の始終着だった「綾瀬小学校東」停留所は西新井方面のみの途中停留所化。[3][4]

### はるかぜ2号（綾瀬・六木線）
朝日自動車（越谷営業所）が運行。
- 系統番号なし：綾瀬駅東口 - 東綾瀬団地 - 北綾瀬駅入口 - （北綾瀬駅） - 辰沼団地 - 六ツ木都住 （ - 八潮駅南口）
  - バス共通カード - 当初は利用可
  - ICカード - 利用可

綾瀬駅東口 - 六ツ木都住間は頻発（平日日中1時間に5〜6本程度）、八潮駅南口発着は一部便のみ。
年表
- 2002年1月 - 「はるかぜ」2号（綾瀬駅 - 六ツ木都住）を開業。
- 2006年1月14日 - 「はるかぜ」2号の路線を、2005年8月24日に開業した首都圏新都市鉄道つくばエクスプレスの八潮駅北口まで一部延伸。
- 2007年12月10日 - 「はるかぜ」2号に「桜木橋北詰」バス停を追加。
- 2009年9月1日 - 八潮駅南口ロータリー完成に伴い八潮駅の乗り入れを北口から南口に変更。
- 2012年8月1日 - はるかぜ第2弾からはるかぜ2号へ名称変更。
- 2020年2月1日 - 六木四丁目停留所（綾瀬方面のみ）を休止。
- 2024年（令和6年）6月17日 - 六木四丁目停留所（綾瀬方面のみ）を再開。[5]
- 2025年（令和7年）1月20日 - 綾瀬駅東口ロータリー供用開始に伴って「綾瀬駅東口」停留所を道路上からロータリー内に移設、「綾瀬駅」停留所を廃止。[6][4]
- 2025年（令和7年）6月21日 - 北綾瀬駅交通広場供用開始に伴って日中帯のみ同駅に乗り入れ開始。

### はるかぜ4号（区役所・鹿浜線）
東武バスセントラル（西新井営業所）が運行。
- 西05：足立区役所 - 梅島駅 - 西新井駅東口 - 西新井大師西駅 - 鹿浜都市農業公園
- 西06：西新井駅東口 - 西新井大師西駅 - 鹿浜都市農業公園
  - バス共通カード - 当初は利用可
  - ICカード - 利用可

年表
- 2003年9月1日 - 開業（運行担当は西新井営業所）
- 2012年4月1日 - 運行を足立営業所に移管（詳細は営業所記事を参照）
- 2012年8月1日 - はるかぜ第4弾からはるかぜ4号へ名称変更。
- 2022年8月1日 - 運行を西新井営業所に移管（詳細は営業所記事を参照）

### はるかぜ5号（北千住駅西側地域循環）
新日本観光自動車が運行。
- 千01 ： 北千住駅西側地域循環（平日：北千住駅西口→足立市場入口→千住大橋駅→緑町→駅前通り→勝楽堂病院→大川町→北千住駅西口）
- 千01 ： 北千住駅西側地域循環（土・休日：北千住駅西口→足立市場入口→千住大橋駅→緑町→大川町→北千住駅西口）
  - バス共通カード - 当初から利用不可
  - ICカード - 利用可（2024年10月1日に対応）

年表
- 2003年10月1日 - 開業（以降詳細は会社記事を参照）。
- 2012年8月1日 - はるかぜ第5弾からはるかぜ5号へ名称変更。

### はるかぜ6号（北千住・鹿浜線）
新日本観光自動車が運行。
- 鹿02 ： 北千住駅西口 - 桜木町 - 扇大橋駅 - 江北四丁目 - 上沼田中学校 - 加賀一丁目 - 鹿浜五丁目団地
  - バス共通カード - 当初から利用不可
  - ICカード - 利用可（2024年10月1日に対応）

年表
- 2004年4月15日 - 開業（以降詳細は会社記事を参照）。
- 2012年8月1日 - はるかぜ第6弾からはるかぜ6号へ名称変更。

### はるかぜ8号（小台・宮城循環）
新日本観光自動車が運行。初便は宮城二丁目始発、最終は宮城交差点止まり。
- 宮03：北千住駅西口 - （千寿青葉中北→ / ←学びピア前）- 新渡し - 足立小台駅 - 小台町 - 小台・宮城循環 
  - バス共通カード - 当初から利用不可
  - ICカード - 利用可（2024年10月1日に対応）

年表
- 2006年7月2日 - 開業（以降詳細は会社記事を参照）。
- 2012年8月1日 - はるかぜ第8弾からはるかぜ8号へ名称変更。

### はるかぜ9号（青井・亀有線）
日立自動車交通が運行。青井駅〜綾瀬駅東口間ははるかぜ1号と同一ルートだが、はるかぜ9号としてはわずかな便のみの運行となっており、大半の便が綾瀬駅東口〜亀有駅南口の運行である。
- 綾11：（青井駅 - ）綾瀬駅東口 - 東和病院前 - 亀有駅南口
  - バス共通カード - 当初から利用不可
  - ICカード - 利用可

年表
- 2006年9月30日午後 - 綾瀬駅 - 亀有駅間を開業（以降詳細は会社記事を参照）。
- 2012年8月1日 - はるかぜ第9弾からはるかぜ9号へ名称変更。
- 2025年（令和7年）1月20日 - 綾瀬駅東口ロータリー供用開始に伴って「綾瀬駅東口」停留所を道路上からロータリー内に移設。綾瀬駅周辺のルートを変更し、青井駅方面は「綾瀬小学校東」停留所を経由するようになる。[3][4]

### はるかぜ11号（堀之内・椿循環）
新日本観光自動車が運行。
- 椿04 ： 北千住駅西口 - （千寿青葉中北→ / ←学びピア前）- いずみ記念病院入口 - 扇大橋駅 - 江北橋下 - 堀之内・椿循環
  - バス共通カード - 当初から利用不可
  - ICカード - 利用可（2024年10月1日に対応）

年表
- 2008年9月27日午後 - 開業（以降詳細は会社記事を参照）。
- 2012年8月1日 - はるかぜ第11弾からはるかぜ11号へ名称変更。
- 2024年3月31日 - 堀之内一丁目北 - 博慈会記念病院間を廃止。[7]（北千住駅西口～博慈会記念病院折り返し系統を廃止し、循環系統は存続）

### はるかぜ12号（西新井・亀有線）
日立自動車交通が運行。綾瀬駅東口～東和病院前～亀有駅南口間ははるかぜ9号と同一ルート。
- 綾12：亀有駅南口 - 東和病院前 - 綾瀬駅東口 - 五反野駅 - 足立区役所 - 西新井駅東口
  - バス共通カード - 当初から利用不可
  - ICカード - 利用可

年表
- 2009年4月18日 - 開業（以降詳細は会社記事を参照）。
- 2012年8月1日 - はるかぜ第12弾からはるかぜ12号へ名称変更。
- 2025年（令和7年）1月20日 - 綾瀬駅東口ロータリー供用開始に伴って「綾瀬駅東口」停留所を道路上からロータリー内に移設。綾瀬駅周辺のルートを変更し、西新井駅方面は「綾瀬小学校東」停留所を経由するようになる。[3][4]

車両
日野・ポンチョ(二代目)が使用される。
稀にエアロミディMEが運用に入ることがある。かつては日野リエッセ、いすゞジャーニーJも参入していた。最後までジャーニーJを使っていた路線ははるかぜ3号 西新井舎人線。

## 廃止路線

### はるかぜ3号（西新井・舎人線）
国際興業バス（川口営業所）が運行。「七曲経由」と称される。
赤字、使用車両老朽化、運転手不足などの理由により2024年3月31日をもって運行終了。。
- 西11 ： 西新井駅 - 栗原町 - 伊興三丁目 - 舎人公園駅 - 入谷八丁目 - 舎人団地東 - 見沼代親水公園駅
  - バス共通カード - 当初は利用可
  - PASMO - 利用可

年表
- 2003年7月1日 - 開業（以降詳細は営業所記事を参照）。
- 2012年8月1日 - はるかぜ第3弾からはるかぜ3号へ名称変更。
- 2024年3月31日 - 運行終了。[9]

### はるかぜ7号（西新井・六木線）
東武バスセントラル（葛飾営業所）が運行。
- 西21（廃止） ： 西新井駅東口 - 六町駅 - 六ツ木都住
- 西22(廃止) ： 西新井駅東口 - 六町駅 - 六ツ木都住 - 八潮駅北口
- 梅31(廃止) ： 梅島駅入口 - 足立区役所 - 六町駅 - 六ツ木都住
- 梅32(廃止) ： 梅島駅入口 - 足立区役所 - 六町駅 - 六ツ木都住 - 八潮駅北口
- 梅34(廃止) ： 六町駅 - 六ツ木都住
- 梅35(廃止) ： 六町駅←六ツ木都住←八潮駅北口
- 足37(廃止) ： 足立区役所→六町駅→六ツ木都住→八潮駅北口
- 足39(廃止) ： 足立区役所 - 六町駅 - 六ツ木都住
  - バス共通カード - 当初は利用可
  - ICカード - 利用可

年表
- 2005年8月24日 - 同日の首都圏新都市鉄道つくばエクスプレス開業に伴い開業。
- 2012年8月1日 - はるかぜ第7弾からはるかぜ7号へ名称変更。
- 2013年3月25日 - 西新井駅東口乗り入れに伴い路線名を「はるかぜ7号（梅島・六木線）」から「はるかぜ7号（西新井・六木線）」に変更[10]（詳細は営業所記事を参照）。
- 2020年2月1日 - 六木四丁目停留所（西新井方面のみ）を休止。
- 2024年3月22日 - 六ツ木都住 - 八潮駅北口間を廃止。[11]
- 2024年3月23日 - 平日のみの運行となる。
- 2024年6月17日 - 六木四丁目停留所（西新井方面のみ）を再開。
- 2025年4月1日 - 運行終了[12]。

### はるかぜ10号（西新井・高野線）
日立自動車交通が運行。
- 西51 ： 西新井駅西口 - 西新井大師参道入口 - 本木町第二アパート - 扇一丁目 - 高野駅
  - バス共通カード - 当初から利用不可
  - PASMO - 利用可

年表
- 2007年4月14日午後 - 西新井駅西口 - 扇いちょう公園間を開業（以降詳細は会社記事を参照）。
- 2012年8月1日 - はるかぜ第10弾からはるかぜ10号へ名称変更。
- 2024年3月29日 - 運行終了。[13]

## 運賃・乗車券
バス共通カード（2010年7月まで）並びにPASMOの利用可否は路線一覧の節を参照のこと。原則的に各事業者の一般路線と同様の取り扱いである。
都内では230円均一かつ東京都シルバーパスの利用が可能である。東武バスセントラルの路線では都区内全線定期券、都内一日乗車券も各社の既存一般路線と同様利用可能である。これは既に撤退した国際興業の路線でも適用されていた。
但し、（第2弾）綾瀬駅 - 八潮駅線の埼玉県八潮市内（六ツ木都住 - 八潮駅北口間）は、区間制運賃が適用され、六ツ木都住以外の都内停留所と埼玉県内を利用する際の跨ぎ運賃は240円、六ツ木都住と埼玉県内を利用する際の跨ぎ運賃、埼玉県内を利用する際の運賃は200円である。なおこの区間は東京都シルバーパスや都内一日乗車券の適用範囲外となる。これは既に運行を終了した（第7弾）西新井駅東口 - 八潮駅線の同区間でも適用されていた。
PASMO利用時の運賃は10円単位となる。
日立自動車交通・新日本観光自動車の路線では、当初からバス共通カードを導入しておらず、代わりに自社路線専用回数券を発行しており、日立自動車交通ではPASMOも利用可能である。新日本観光自動車の路線では、2024年9月30日をもって、自社路線専用回数券の発行を終了し、2024年10月1日からICOCAを導入した。
日立自動車交通は第9弾開設と同時に、綾瀬駅において接続する路線相互間の無料乗継制度（一回限り）並びに一日乗車券を導入した。2007年9月16日の第9弾の青井駅延長後も、第1弾と第9弾の乗継は綾瀬駅東口限定となる。その後も、第10弾、12弾開設の度に西新井駅でも乗継制度が導入された。しかし2009年5月31日をもって、無料乗継制度は廃止された。